# Pitney Bowes
Pour les articles homonymes, voir Bowes.
Pitney Bowes Inc. est une entreprise américaine spécialisée dans l'affranchissement postal. Elle est originaire de Stamford (Connecticut) Il se proclame fournisseur mondial de systèmes, services et solutions intégrées de gestion du courrier et des documents.

## Histoire
En 1920, Arthur Pitney et Walter Bowes inventent la machine à affranchir. C'est le point de départ d'une longue histoire pour l'entreprise. Deux ans plus tard elle s'implante en Europe. 
En 1978, Pitney Bowes lance une offre d'acquisition sur Dictaphone Corporation pour 120 millions de dollars.
En 1983, Pitney Bowes annonce son désengagement du secteur des machines à écrire, secteur périphérique par rapport à son activité principale, où il était présent depuis 1980 avec l'acquisition d'Artec International.
En 2001, Pitney Bowes possède une part de marché de 85 % sur les machines à affranchir aux États-Unis et de 61 % dans le monde, ses principaux concurrents alors sont Neopost et Franco-Postalia
En 2007, Pitney Bowes annonce l'acquisition de MapInfo, entreprise éditrice du logiciel éponyme de SIG, pour 408 millions de dollars. En juin 2010, Pitney Bowes annonce l'acquisition de Portrait Software pour l'équivalent de 64,6 millions de dollars.
En 2013, Bavaria Industries Group AG (de) acquiert les « Services de gestion » de Pitney Bowes Inc. en Europe continentale. 
La société exploite en Allemagne, Suisse, France, Benelux, Scandinavie, Italie et en Espagne sous le nouveau nom de Asterion International,.
En août 2019, Pitney Bowes annonce la vente d'une partie de ses activités dans les logiciels à Syncsort pour 700 millions de dollars.

## Groupe
Pitney Bowes se décline en cinq sous divisions :
- Pitney Bowes Management Services (PBMS) : Externalisation des activités liées à la gestion du document et de l'information dans l'entreprise
- Pitney Bowes Document Management Technologie (DMT) : Solutions hardware de mise sous pli, finition, distribution et contrôle des documents ; Solutions de tri de courriers entrants et sortants ; Intégration, conseil, audit, développement de solutions
- Pitney Bowes Software : Division logicielle du groupe international Pitney Bowes Inc. ; Customer Information Management (Spectrum) ; Data management, profiling, intégration, qualité, enrichissement ; Géodécisionnel, bouquets de données cartographiques, géomarketing, (MapInfo) ; Gestion des interactions clients cross-canal.
- Pitney Bowes Global Mailstream Solutions (GMS) : Gestion du courrier et de l'affranchissement ; Solutions matérielles et logicielles de traitement bureautique du courrier
- Pitney Bowes Global Financial Services (GFS) : Solutions de paiement sur mesure ; Leasing-location

## Les machines à affranchir Pitney Bowes en France
Pitney Bowes propose une large gamme de machines dont notamment :
- des modèles de machines à affranchir spécialement conçues pour les TPE. Ces machines sont capables d'affranchir jusqu'à 20 lettres par jour. Elles sont classées parmi les tpMAc - très petites machines à affranchir connectées -.
- des modèles petits et moyens volumes. Ces modèles entrent dans la catégorie des pMAc - petites machines à affranchir connectées -. Les machines petits volumes peuvent affranchir jusqu'à 100 plis par jour, alors que les machines moyens volumes sont capables d'affranchir jusqu'à 500 courriers par jour.
- des machines à affranchir hauts volumes. Ces machines à affranchir sont dites "machines intelligentes" (MAI) et peuvent affranchir jusqu'à 1000 courriers quotidiennement, avec une performance de 12 000 plis affranchis par heure [11].